# نام غي اي
نام غي اي (بالكورية: 남기애) هي ممثلة كورية جنوبية، ولدت في 13 سبتمبر 1961 في سول في كوريا الجنوبية.

## روابط خارجية
- نام غي-اي على موقع IMDb (الإنجليزية)
- نام غي-اي على موقع قاعدة بيانات الفيلم (الإنجليزية)

لا توجد روابط لمواقع التواصل الاجتماعي.